# Thelma Carpenter
Thelma Carpenter (Brooklyn, 15 gennaio 1922 – New York, 14 maggio 1997) è stata una cantante e attrice statunitense.

## Biografia
Thelma Carpenter nacque a Brooklyn nel 1922, figlia di Fred e Mary Carpenter, e studiò alla Girls' Commercial High School. Cominciò a cantare in pubblico da bambina, vincendo anche una competizione amatoriale tenutasi all'Apollo Theater nel 1938. Nel 1939 si unì come cantante all'orchestra di Teddy Wilson, mentre nel 1940 cominciò a cantare per l'orchestra di Teddy Wilson, con cui cominciò ad incidere singoli per la Bluebird Records. Dalla fine degli anni quaranta cominciò a cantare regolarmente come solista nei nightclub e nei cabaret, per poi esibirsi in sedi prestigiosi come il Palace Theatre di Broadway, oltre a cantare in concerto con Duke Ellington sia a teatro che in televisione. Come solista incise singoli per la Majestic Records, Musicraft Records, Columbia Records, RCA Victor Records e Coral Records, ottenendo una hit nel 1961 con "Yes, I'm Lonesome Tonight".
Recitò anche in alcuni musical a Broadway, tra cui il revival del 1952 di Shuffle Along ed Hello, Dolly! nel 1968. In Dolly! la Carpenter interpretava la protagonista Dolly Gallagher Levi durante le due pomeridiane, mentre Pearl Bailey recitava nelle altre sei rappresentazioni settimanali; la Carpenter recitò la parte per oltre cento rappresentazioni con grande successo. Mentre recitava a Broadway fu notata da un produttore della Paramount, che la scelse per un adattamento televisivo della commedia di Neil Simon A pieni nudi nel parco. Nel 1978 recitò nel tour statunitense del musical Pippin, diretto e coreografato da Bob Fosse; nello stesso anno recitò anche nel film di Sidney Lumet I'm Magic.
Morì a New York nel 1997, stroncata da un arresto cardiaco all'età di settantacinque anni.

## Filmografia

### Cinema
- Crazy House, regia di Edward F. Cline (1943)
- It Happened in Leicester Square, regia di Geoffrey Benstead (1949)
- I'm Magic (The Wiz), regia di Sidney Lumet (1978)
- Cotton Club (The Cotton Club), regia di Francis Ford Coppola (1984)
- New York Stories, regia di Francis Ford Coppola (1988)

### Televisione
- A piedi nudi nel parco (Barefoot in the Park) - serie TV, 12 episodi (1970)
- La figlia del diavolo (The Devil's Daughter), regia di Jeannot Szwarc - film TV (1973)
- Love Boat (The Love Boat) - serie TV, 1 episodio (1981)
- Cosby - serie TV, 1 episodio (1996)